# Ploërmel
Ploërmel község Franciaországban, Morbihan megyében. Lakosainak száma 10 021 fő (2022. január 1.). Ploërmel Loyat, Campénéac, Gourhel, Augan, Montertelot, Guillac, Taupont, Val-d'Oust és Caro községekkel határos.
Új községként 2019. január 1-jén jött létre a korábbi Ploërmel és Monterrein korábbi község egyesítésével.

## Népesség
A település népességének változása:
| Lakosok száma | 9525 | 9571 | 10 117 | 9837 | 9787 | 9791 | 9785 | 9879 | 10 021 |
|               | 2013 | 2015 | 2016   | 2017 | 2018 | 2019 | 2020 | 2021 | 2022   |